# Jackie Chan: Az elveszett zsaru
A Jackie Chan: Az elveszett zsaru egy 1998-ban bemutatott hongkongi-amerikai harcművészeti akció-vígjátékfilm.

## Cselekmény
Jackie Chan egy katonát alakít, akinek az egységét aljas módon félrevezetik. Ezután mindenkivel végeznek, csak Chan marad életben, azonban elveszti az emlékezetét, ezért nem emlékszik semmire, még arra sem, hogy ő kicsoda, a nevét sem tudja. Afrikában egy őslakos törzsnél tér magához, és a lábadozás után a törzs tagjai közé áll. De nem marad itt sokáig, mert érzi, hogy nem tartozik ide, és elindul, hogy megtudja ki is ő valójában. Az önmegismerés útja azonban tele van veszéllyel, bármerre is jár, mindenki őt akarja megölni. De nem adja fel, és végül eljut az igazságig.

## Szereplők
- Jackie  Chan (Whoami)
- Michelle  Ferre (Christine)
- Mirai  Yamamoto (Yuki)
- Ron  Smerczak (Morgan)
- Ed  Nelson (Sherman tábornok)
- Tom  Pompert (CIA-főnök)
- Pim  Daane (Marine)